# أنجيلا فييرا
أنجيلا ريخينا فييرا (بالبرتغالية: Ângela Regina Vieira‏) هي ممثلة وراقصة باليه برازيلية ولدت في يوم 3 مارس 1952، مثلت في عدة مسلسلات تيلينوفيلا برازيلية منها مسلسل جوليانا في 1999 بدور جانيت ومسلسل أكواريلا دو برازيل في 2000 بدور فيلما.

## روابط خارجية
- أنجيلا فييرا على موقع IMDb (الإنجليزية)
- أنجيلا فييرا على موقع قاعدة بيانات الفيلم (الإنجليزية)
- أنجيلا فييرا على موقع كينوبويسك (الروسية)